# Walter Schunack

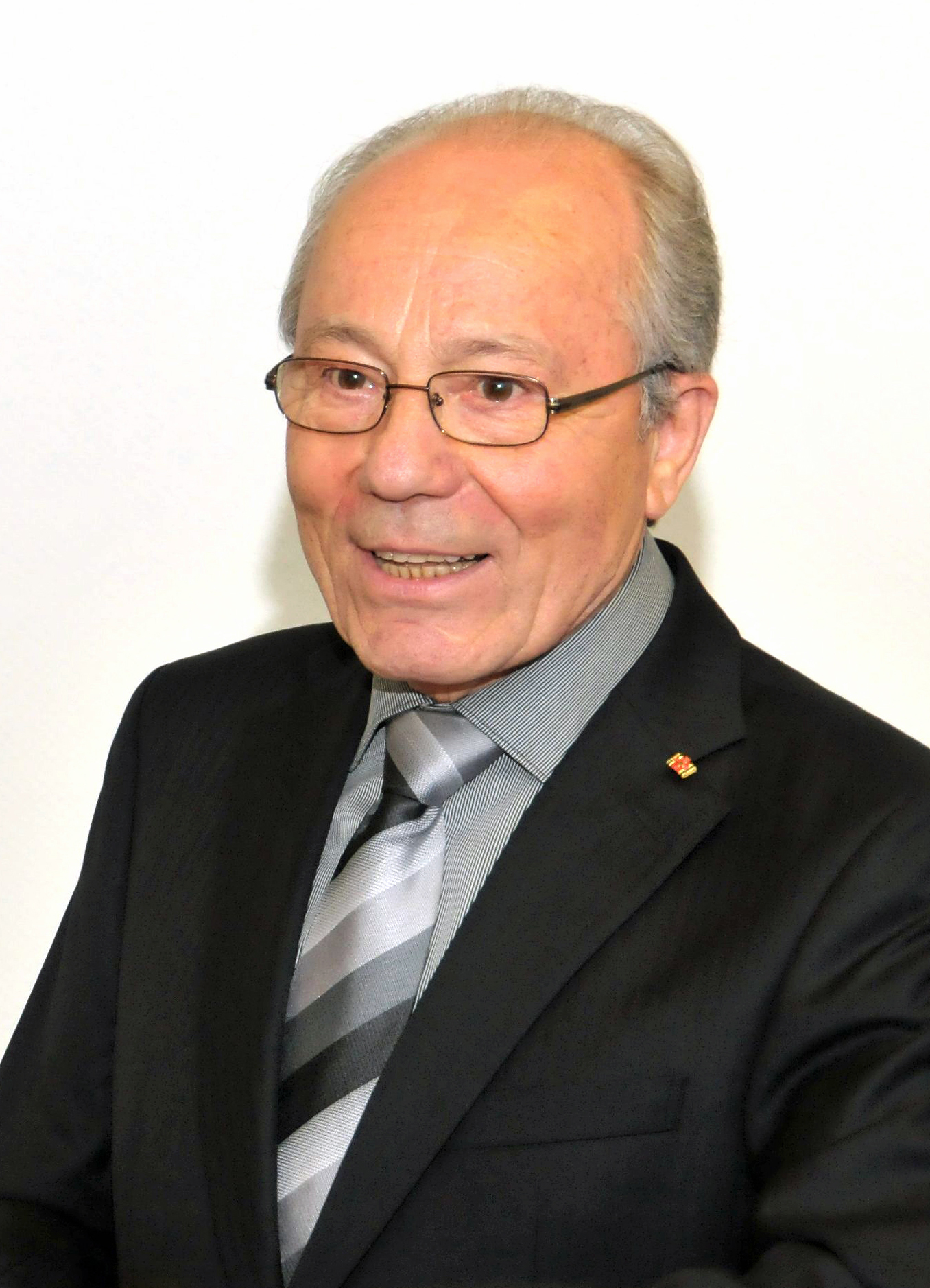
Walter Schunack (2010)

Walter Schunack (* 21. März 1935 in Kölleda; † 6. April 2011) war ein deutscher Apotheker und Mediziner sowie Träger des Bundesverdienstkreuzes erster Klasse. Er war als Professor an der Johannes Gutenberg-Universität Mainz sowie an der Freien Universität Berlin tätig und als solcher maßgeblich an der Etablierung der modernen Medizinischen Chemie und der Klinischen Pharmazie an deutschen Universitäten beteiligt.

## Leben

### Kindheit
Walter Schunack kam am 21. März 1935 als Sohn des Lehrers Richard Schunack und dessen Ehefrau Käthe geb. Hilpert in der thüringischen Kleinstadt Kölleda zur Welt. Schon früh wurde dort seine Begeisterung für die Pharmazie geweckt. Die Pharmazeutische Zeitung schrieb 2010:

„Obwohl es in seiner Verwandtschaft keinen einzigen Apotheker gab, erwachte sein Interesse an der Pharmazie schon früh, wie er […] berichtete. ‚Denn zum einen war mein Geburtsort, das thüringische Kölleda, ein Zentrum des Heilpflanzenanbaus, zum anderen wählten mir meine Eltern eine ganz besondere Frau als Patentante aus, nämlich die Besitzerin der einzigen Apotheke im Ort.‘ Dort verbrachte er als Junge viel Zeit, insbesondere im Labor mit der faszinierenden Extraktionsanlage. ‚Mich beeindruckte damals schon, dass Apotheker, gestützt auf ein wissenschaftliches Fundament, eine sehr praxisorientierte Arbeit leisten.‘“

Im Jahr 1951 siedelte Schunack gemeinsam mit seinen Eltern nach Rüsselsheim um.

### Laufbahn

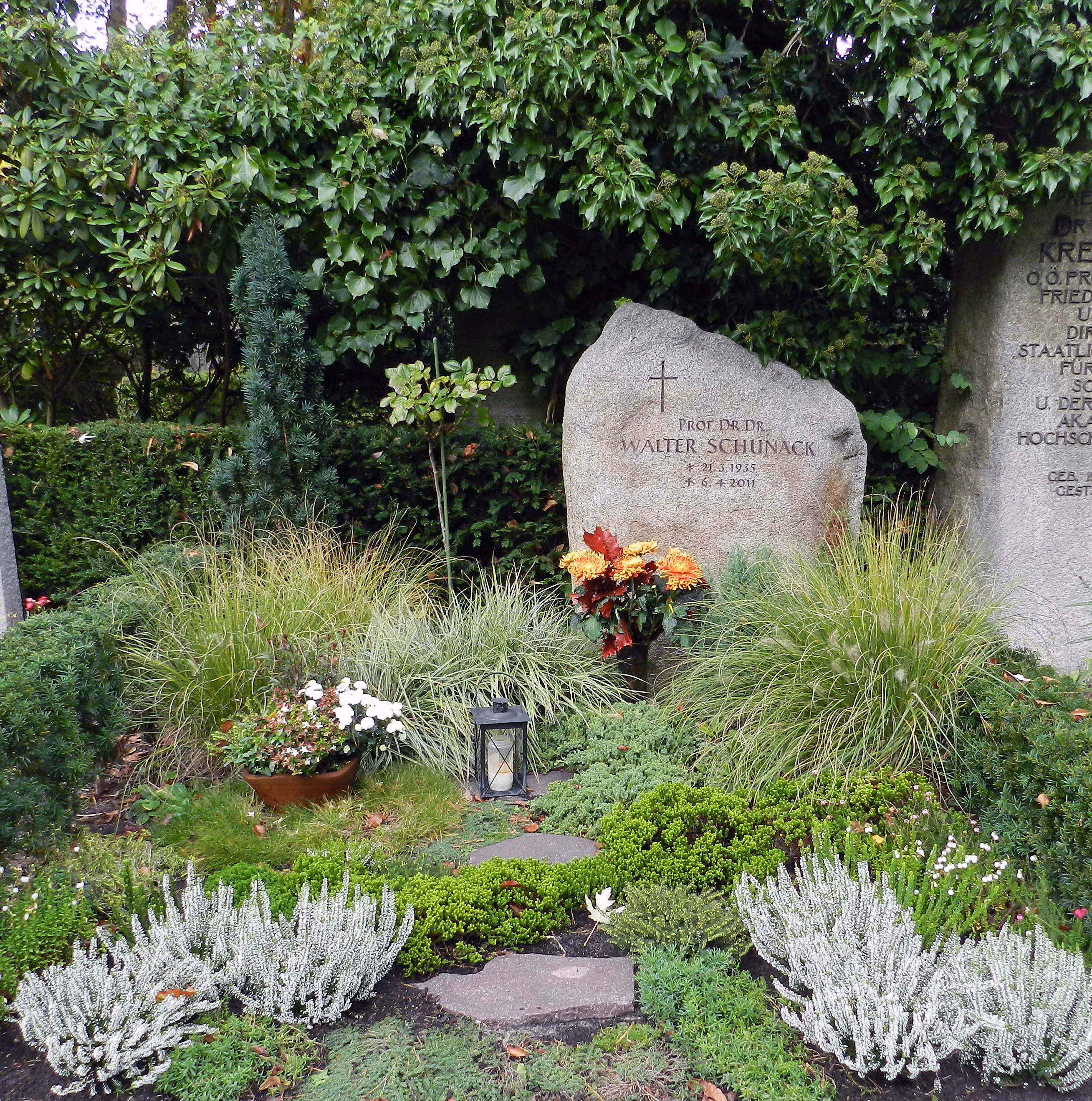
Grab auf dem Friedhof Nikolassee

Nach dem Abitur 1955 wurde Schunack Apothekerpraktikant und legte beim Regierungspräsidium in Darmstadt das pharmazeutische Vorexamen ab. Anschließend studierte er Pharmazie an der Johannes Gutenberg-Universität Mainz und schloss das Studium 1960 mit dem Staatsexamen ab. 1964 promovierte er zum Dr. rer. nat. bei Hans Rochelmeyer. Ein anschließendes Medizinstudium schloss er 1970 ebenfalls mit dem Staatsexamen ab. 1971 wurde er habilitiert und im Jahr darauf zum außerplanmäßigen Professor an der Johannes Gutenberg-Universität Mainz ernannt. 1978 promovierte Schunack in der Medizin bei Wilfried Lorenz an der Philipps-Universität Marburg. 1984 wurde er auf eine Professur an die Freie Universität Berlin berufen, wo er bis zu seiner Pensionierung 2003 den Lehrstuhl für Pharmazeutische Chemie innehatte. Von 1987 bis 1992 war er zudem Vizepräsident der Freien Universität Berlin und von 1987 bis 2008 wissenschaftlicher Beirat der Bundesapothekerkammer. Er verstarb nach schwerer Krankheit am 6. April 2011. Sein Grab befindet sich auf dem Friedhof Nikolassee.

### Wissenschaftliche Forschung
Das Hauptaugenmerk seiner wissenschaftlichen Tätigkeit bestand in der Erforschung der Wirkungen des körpereigenen Botenstoffs Histamin sowie davon abgeleiteter Substanzen auf den Organismus. Dabei entwickelte er neue biologisch aktive Substanzen mit Wirkung auf Histamin-Rezeptoren, wie den Histamin-H1-Rezeptor-Agonisten Histaprodifen, den Histamin-H2-Rezeptor-Radioliganden [125I]-Iodoaminopotentidin und den Histamin-H3-Rezeptor-Antagonisten Ciproxifan, die als Werkzeuge in der Arzneimittelforschung genutzt werden. Ferner ging aus seiner Forschungsarbeit der Histamin-H3-Rezeptor-Antagonist Pitolisant hervor, der als einziger zugelassener wachmachender Arzneistoff bei Krankheiten mit einer erhöhten Müdigkeit, wie beispielsweise Narkolepsie Anwendung findet.

### Politischer Berater
Neben seiner Forschungstätigkeit war Walter Schunack ein gefragter Berater und Ansprechpartner aller führenden politischen Parteien. So war es ihm möglich, durch enge Kontakte zum Bundesministerium für Gesundheit und ebenso in seiner Funktion als wissenschaftlicher Beirat der Bundesapothekerkammer die Inhalte der Approbationsordnung für Apotheker bei deren Novellierung im Jahr 2000 wesentlich mitzuprägen. Insbesondere die Einführung der Klinischen Pharmazie als eigenständiges Fach ging dabei auf Walter Schunack zurück, der die Bedeutung dieses in Deutschland lange vernachlässigten Forschungszweiges früh erkannt hatte und in weiser Voraussicht gemeinsam mit seinen Mitarbeitern ein erstes deutsches Lehrbuch der Klinischen Pharmazie herausgab.

## Walter-Schunack-Preis
Seit dem Jahr 2013 verleiht die Deutsche Pharmazeutische Gesellschaft einmal jährlich den Walter-Schunack-Preis. Der Preis wird für herausragende wissenschaftliche Leistungen im Bereich der Medizinischen Chemie oder der Klinischen Pharmazie vergeben und richtet sich an Doktoranden, deren Promotion nicht länger als zwei Jahre zurückliegt.

## Auszeichnungen und Ehrungen
- 1987: Nicolaus-Copernicus-Medaille der Medizinischen Akademie Krakau
- 1992: Prix Charles Mentzer der Société de Chimie Thérapeutique Frankreichs
- 1997: Carl-Mannich-Medaille der Deutschen Pharmazeutischen Gesellschaft
- 1997: PHOENIX Pharmazie-Wissenschaftspreis
- 1998: Ehrendoktorwürde der Université Paris Descartes
- 2002: Verdienstkreuz 1. Klasse des Verdienstordens der Bundesrepublik Deutschland für seine Verdienste in Forschung und Lehre[10]
- 2010: Ehrennadel und Ehrenmitgliedschaft der Apothekerkammer Berlin

## Werke und Veröffentlichungen (Auszug)
- Walter Schunack, Klaus Mayer, Manfred Haake: Arzneistoffe: Lehrbuch der pharmazeutischen Chemie. Vieweg, 1981, ISBN 3-528-08405-7.
- Gbahou F, Rouleau A, Morisset S, Parmentier R, Crochet S, Lin JS, Ligneau X, Tardivel-Lacombe J, Stark H, Schunack W, Ganellin CR, Schwartz JC, Arrang JM: Protean agonism at histamine H3 receptors in vitro and in vivo. In: Proc. Natl. Acad. Sci. USA. 100. Jahrgang, Nr. 19, September 2003, S. 11086–91, doi:10.1073/pnas.1932276100, PMID 12960366, PMC 196931 (freier Volltext).
- Morisset S, Rouleau A, Ligneau X, Gbahou F, Tardivel-Lacombe J, Stark H, Schunack W, Ganellin CR, Schwartz JC, Arrang JM: High constitutive activity of native H3 receptors regulates histamine neurons in brain. In: Nature. 408. Jahrgang, Nr. 6814, Dezember 2000, S. 860–4, doi:10.1038/35048583, PMID 11130725.
- Hill SJ, Ganellin CR, Timmerman H, Schwartz JC, Shankley NP, Young JM, Schunack W, Levi R, Haas HL: International Union of Pharmacology. XIII. Classification of histamine receptors. In: Pharmacol. Rev. 49. Jahrgang, Nr. 3, September 1997, S. 253–78, PMID 9311023.
- Ruat M, Traiffort E, Bouthenet ML, Schwartz JC, Hirschfeld J, Buschauer A, Schunack W: Reversible and irreversible labeling and autoradiographic localization of the cerebral histamine H2 receptor using [125I]iodinated probes. In: Proc. Natl. Acad. Sci. U.S.A. 87. Jahrgang, Nr. 5, März 1990, S. 1658–62, PMID 2308927, PMC 53541 (freier Volltext).
- Arrang JM, Garbarg M, Lancelot JC, Lecomte JM, Pollard H, Robba M, Schunack W, Schwartz JC: Highly potent and selective ligands for histamine H3-receptors. In: Nature. 327. Jahrgang, Nr. 6118, 1987, S. 117–23, doi:10.1038/327117a0, PMID 3033516.